# François Dufay
François Dufay (* 1963 in Paris; † 25. Februar 2009 in Molines-en-Queyras) war ein französischer Journalist und Schriftsteller. Dufay war Chefredakteur des Nachrichtenmagazins L’Express.

## Leben
Nach dem Besuch der École normale supérieure arbeitete Dufay als Redakteur bei dem Wochenmagazin Le Point. Dort schrieb er Charakterisierungen u. a. von Jacques Chirac und Jean-Marie Le Pen. In seinem Buch Le Voyage d'automne. Octobre 1941, des écrivains français en Allemagne beschrieb Dufay die Kollaboration französischer Schriftsteller mit Deutschland zur Zeit des Nationalsozialismus und das Weimarer Dichtertreffen im Jahre 1941. Sein letzter Artikel war eine Rezension eines Buches von Jean-Luc Barré über François Mauriac.

## Werke
- Les Normaliens, de Charles Péguy à Bernard-Henri Lévy, un siècle d’histoire,  zusammen mit Pierre-Bertrand Dufort (éd. Lattès)
- Maximes et autres pensées remarquables des moralistes français (Lattès, 1998)
- Le Voyage d'automne. Octobre 1941, des écrivains français en Allemagne (Plon, 2000)
  - Die Herbstreise. Übersetzung Tobias Scheffel, Siedler, Berlin 2001, ISBN 3-88680-735-5
- Le Soufre et le Moisi. La droite littéraire après 1945. Chardonne, Morand et les Hussards, (Perrin, 2006)
- Georges-Arthur Goldschmidt: Un enfant aux cheveux gris : conversations avec François Dufay, Paris : CNRS éditions, 2008

## Auszeichnungen
- Prix Hachette im Jahre 2007
- Prix Hennessy du journalisme littéraire im Jahre 2008